# Ian Banbury
Ian A. Banbury (* 27. November 1957 in Hemel Hempstead) ist ein ehemaliger britischer Radsportler.
1976 errang Ian Banbury bei den Olympischen Sommerspielen in Montreal die Bronzemedaille in der Mannschaftsverfolgung, gemeinsam mit Michael Bennett, Robin Croker und Ian Hallam. Mit 18 Jahren war er der jüngste britische Teilnehmer bei diesen Spielen. Der britische Vierer schied im Halbfinale gegen die bundesdeutsche Mannschaft aus, gewann aber das Rennen um die Bronzemedaille gegen die Mannschaft aus der DDR. Damit errang das britische Team die achte Bronzemedaille in dieser Disziplin bei Olympischen Spielen. 1975 gewann er den traditionsreichen Muratti Gold Cup auf der Radrennbahn von Manchester.
1978 wurde Banbury Profi, startete aber fast nie außerhalb von Großbritannien. In seinem Heimatland bestritt er erfolgreich zahlreiche kleinere Rennen. Noch als Amateur gewann er ein Amateur-Sechstagerennen in Montreal und startete 1979 als Profi beim Sechstagerennen in Wembley. Im selben Jahr nahm er auch an den Bahn-Weltmeisterschaften in Amsterdam teil. 1985 wurde er britischer Meister im Straßenrennen.
Seine Tochter ist das Model und mehrfache Schönheitskönigin April Banbury.